# Екатерина де Фуа (графиня Кандаль)
Екатерина де Фуа (ок. 1455 — ум. после 1494) — французская аристократка.
Екатерина была дочерью Гастона IV де Фуа и Элеоноры Арагонской.
Она вышла замуж за своего троюродного брата Гастона II де Фуа-Кандаль. У них было четверо детей:
- Гастон III де Фуа-Кандаль (ум. 1539), граф Кандаль[2].
- Жан де Фуа (ум. 1528), архиепископ Бордо.
- Пьер де Фуа, умер без потомства.
- Анна де Фуа, жена короля Владислава II Чехии и Венгрии[3].